# White Light
Az 1971-es White Light (más néven Gene Clark) Gene Clark második szólólemeze. Megjelenésekor pozitív kritikát kapott a kritikusoktól, de csak Hollandiában ért el kereskedelmi sikereket, ahol a kritikusok az év albumává választották. Ennek ellenére a korábbi The Byrds-albumaihoz hasonlóan gyengén szerepelt az amerikai listákon. Szerepel az 1001 lemez, amit hallanod kell, mielőtt meghalsz című könyvben.

## Az album dalai
|    | Cím                       | Szerző(k)                 | Hossz |
| -- | ------------------------- | ------------------------- | ----- |
| 1. | The Virgin                | Gene Clark                | 3:38  |
| 2. | With Tomorrow             | Clark                     | 2:27  |
| 3. | White Light               | Clark                     | 3:39  |
| 4. | Because of You            | Clark                     | 4:04  |
| 5. | One in a Hundred          | Clark                     | 3:35  |
| 6. | For a Spanish Guitar      | Clark                     | 5:00  |
| 7. | Where My Love Lies Asleep | Clark                     | 4:22  |
| 8. | Tears of Rage             | Bob Dylan, Richard Manuel | 4:14  |
| 9. | 1975                      | Clark                     | 3:55  |

## Közreműködők

### Együttes
- Gene Clark – ének, akusztikus gitár
- Jesse Ed Davis – elektromos gitár
- Chris Ethridge – basszusgitár
- Gary Mallaber – dob
- Mike Utley – orgona
- Ben Sidran – zongora

### Produkció
- Jesse Ed Davis – producer
- Joe Zagarino – hangmérnök
- Baker Bigsby – a hangmérnök asszisztense